# Hermógenes Ferreira Coelho
Hermógenes Ferreira Coelho (Goiás, 12 de julho de 1898 — Rio de Janeiro, 12 de junho de 1953) foi um empresário e político brasileiro.
Foi governador interino de Goiás, de 10 de maio a 12 de julho de 1936. Seu filho, Armando Guedes Coelho, foi presidente da Petrobras entre junho de 1988 e janeiro de 1989.

## Vida política e parlamentar
Deputado Estadual, 9ª Legislatura (1921-1924); eleito pelo 6ª círculo eleitoral;
Conselheiro Municipal, cidade Goiás, novembro/1930;
Deputado Estadual (PSR), Legislatura 1935-1937;
Presidente da Assembléia Legislativa de Goiás 1935, 1936.
Governo Estadual, interino, 1936.
Prefeito de Goiás, 1947-1950.
Filiado ao Partido Democrata, 1921/30;
Filiado ao Partido Social Republicano, 1935/37;
Diretório: União Democrática Nacional (UDN), março de 1949.
Criador da União Democrática Brasileira, em 1937, em São Paulo, para apoiar Armando de Sales Oliveira.

## Empreendimentos
Sócio majoritário da Empresa Goiana de Força e Luz, responsável pela iluminação de Goiás, Itaberaí e pela construção da hidrelétrica na Represa do Jaó, em  Goiânia. A empresa foi encampada pelo Estado no governo de José Ludovico de Almeida (1954-1958) e deu origem à Companhia Energética de Goiás (CELG). Proprietário da Casa Bancária Vieira & Coelho, adquirida pelo Goiás Banco que vai dar origem ao Banco do Estado de Goiás (BEG).